# Amanda Gorman

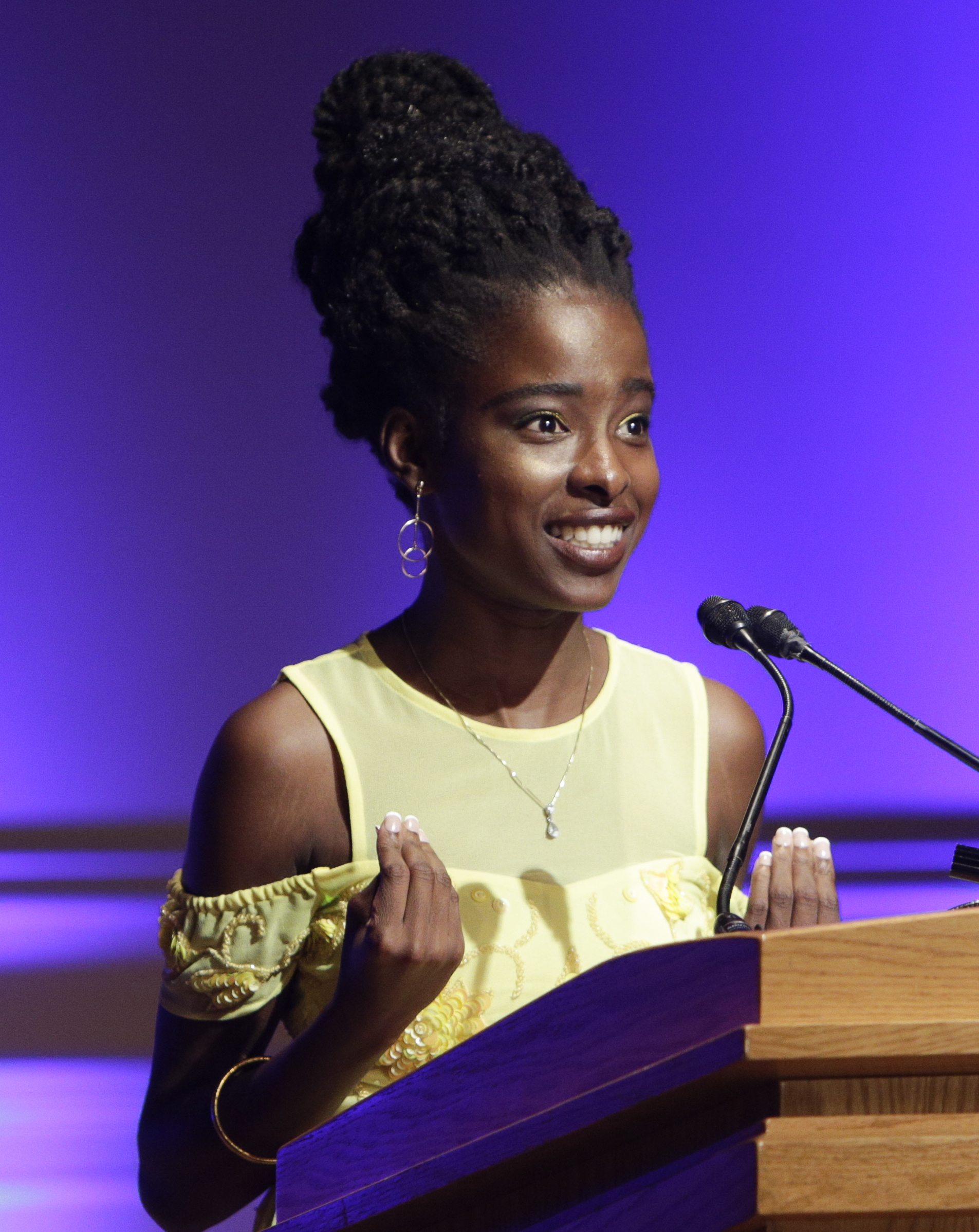
Gorman in 2017

Amanda Gorman (Los Angeles, 7 maart 1998) is een Amerikaans dichter en spoken word-artiest.

## Biografie
Amanda Gorman groeide op in Los Angeles in een katholiek gezin. Ze werd samen met haar tweelingzus door haar moeder opgevoed. Tot haar puberteit had ze last van een spraakgebrek. In haar jeugd las ze het werk van de dichter Toni Morrison en wilde ze schrijfster worden. Op haar zestiende publiceerde ze haar eerste dichtbundel, The One for Whom Food Is Not Enough.
Gordon studeerde sociologie aan de Harvard-universiteit. Haar oeuvre getuigt van sociale betrokkenheid op velerlei gebied. Ze deed met haar gedichten mee aan lokale wedstrijden en werd in 2014 tot Youth Poet Laureate of Los Angeles uitgeroepen. In 2017 werd ze de allereerste National Youth Poet Laureate van de Verenigde Staten. Ook was ze een van degenen die de Goodreads Choice Awards Best Poetry ontving.  
Gorman kreeg wereldwijd bekendheid door haar spoken word-voordracht van haar gedicht The Hill We Climb tijdens de inauguratie van president Joe Biden op 20 januari 2021. Door deze voordracht werd ook het begrip spoken word op de kaart gezet. Het gedicht werd als boek met dezelfde titel uitgebracht in maart 2021, met een voorwoord door Oprah Winfrey. De vertaling in het Nederlands werd geschreven door Zaïre Krieger, die zelf ook spoken word-artiest is.
In november 2021 ontving Gorman van het blad Glamour de Glamour Woman of the Year Award. Na het optreden bij de presidentiële inauguratie tekende Gorman een contract als model bij IMG Models.
Op 19 september 2022 mocht Gorman de Algemene Vergadering van de Verenigde Naties openen.